# Babajide Ogunbiyi
Babajide Ogunbiyi (Rochester, 3 novembre 1986) è un ex calciatore statunitense, di ruolo difensore.

## Carriera
Ha giocato nella massima serie danese.